# Kandiłka
Kandiłka (bułg. Кандилка) – wieś w Bułgarii, w obwodzie Kyrdżali, w gminie Krumowgrad. W 2024 roku liczyła 328 mieszkańców.